# Rocca d’Arce
Rocca d’Arce ist eine Gemeinde in der Provinz Frosinone in der italienischen Region Latium mit 872 Einwohnern (Stand 31. Dezember 2023). Sie liegt 112 km südöstlich von Rom und 31 km östlich von Frosinone.

## Geographie
Rocca d’Arce liegt auf einem herausragenden Hügel über dem Tal des Liri oberhalb von Arce. Die Ortsteile Fraioli und Murata, in denen heute die Mehrheit der Einwohner leben, liegen in der Talebene unterhalb von Rocca d’Arce. Es ist Mitglied der Comunità Montana Valle del Liri.
Die Nachbarorte sind Arce, Colfelice, Fontana Liri, Roccasecca und Santopadre.

## Geschichte
Archäologische Funde beweisen eine Besiedlung des Hügels von Rocca d’Arce bereits in der Eisenzeit.
Die Volsker hatten hier eine Burg, eine Arx, daher der Name Arce. 313 v. Chr. nahmen die Römer die Arx kampflos ein. In den Jahrhunderten im Römischen Reich ohne äußere Bedrohung verlor die Festung auf dem Berg ihre Bedeutung, gewann sie jedoch in der Völkerwanderungszeit, mit der Bedrohung der Städte in der Ebene zurück. Die Festung Rocca d’Arce war ein Stützpunkt der einheimischen Bevölkerung gegen Byzantinern, Langobarden, Sarazenen und Normannen. Heinrich VI. nahm 1197 die Burg für das Königreich Sizilien ein. Sie blieb im Besitz der Staufer, bis sie 1265 von Karl I. von Anjou eingenommen wurde. 1583 kam Rocca d’Arce in den Besitz der Familie Giacomo Boncompagni, Herzöge von Arce und Sora. 1796 fiel das Herzogtum der Boncompagni direkt an das Königreich Neapel und wurde Teil der Provinz Terra di Lavoro. 1927 wurde Rocca d’Arce Teil der neugegründeten Provinz Frosinone.

## Bevölkerungsentwicklung
| Jahr      | 1861 | 1881 | 1901 | 1921 | 1936 | 1951 | 1971 | 1991 | 2001 |
| --------- | ---- | ---- | ---- | ---- | ---- | ---- | ---- | ---- | ---- |
| Einwohner | 1345 | 1479 | 1796 | 1752 | 1550 | 1586 | 1035 | 1059 | 1031 |

Quelle: ISTAT

## Politik
Rocco Pantanella (Bürgerliste) wurde im Juni 2004 zum Bürgermeister gewählt. Am 25. Mai 2014 wurde er ein weiteres Mal wiedergewählt. Am 26. Mai 2019 wurde Rita Colafrancesco neue Bürgermeisterin.